# Abadla
Abadla es un municipio (baladiyah) de la provincia o valiato de Béchar en Argelia. En abril de 2008 tenía una población censada de 13 636 habitantes.
Se encuentra ubicado al oeste del país, en al región desértica de Saoura, cerca de la frontera con Marruecos.